# Don Fernando el Católico (1851)
El buque  Don Fernando el Católico fue un vapor de ruedas de la Armada Española, perteneciente a la Clase Isabel II, y recibía su nombre en memoria de Fernando II de Aragón.

## Historial
Fue destinado a misiones de vapor-correo en la línea Península-Habana aprovechando el empréstito especial de 300 millones de pesetas que se estableció para la modernización de la Armada española. Tras su construcción, arribó a la ciudad de Cádiz el 7 de agosto de 1851 junto al vapor  Isabel II.
El 16 de agosto de 1851 inició su viaje inaugural como vapor-correo zarpando desde el puerto de Cádiz con la correspondencia pública y de oficio para Canarias, Puerto Rico y La Habana.
En 1853 realizó la travesía entre La Habana y Vigo en quince días, la travesía más rápida de su época.
El 12 de diciembre de 1855 partió desde el puerto de Cádiz para realizar su ruta habitual con la correspondencia pública y de oficio, así como con pasajeros. El 2 de enero de 1856 en punta Cobarrubia, al norte de la isla de Cuba, cuando se dirigía a La Habana desde Puerto Rico, varó en un arrecife cerca de Nuevitas, siendo rescatados todos los pasajeros, tripulación y correspondencia por el vapor mercante Pelayo.
Tras su pérdida, fue sustituido en las tareas de vapor-correo por el buque de la Armada Colón que zarpó por primera vez en esta función desde Cádiz el 12 de marzo de 1856.